# Com ou Sem Mim
“Com ou Sem Mim” é um canção do cantor brasileiro Gustavo Mioto lançada em 22 de novembro de 2019. O videoclipe oficial foi disponibilizado no canal do YouTube do cantor no mesmo dia. A faixa faz parte do projeto audiovisual Ao Vivo em Fortaleza gravado no Estacionamento do Shopping RioMar Fortaleza no início de novembro de 2019. A canção foi composta por Mioto em parceria com os irmãos Eduardo e Renan Valim.
“Com ou Sem Mim” chegou a figurar na lista das cinquenta músicas virais do mundo na plataforma de streaming Spotify durante três dias. Em fevereiro de 2020, a música chegou a primeiro lugar das mais ouvidas nas rádios do Brasil desbancando Maiara & Maraisa com a música “Aí Eu Bebo”.